# Sanmao
Sanmao (Chinees: 三毛), pseudoniem van Chen Ping (1943-1991, traditioneel Chinees: 陳平) was een Taiwanees schrijfster, vooral beroemd om haar reisverhalen. In een tijd waarin dat, zeker voor een Chinese, nog niet gewoon was, woonde ze in gebieden als de Spaanse Sahara en de Canarische eilanden en ze inspireerde generaties lezers.
Sanmao werd op 26 maart 1943 als Chen Maoping (traditioneel Chinees: 陳懋平) geboren in Chongqing, op dat moment de hoofdstad van de Republiek China. In 1948, kort voor het einde van de Chinese Burgeroorlog, verhuisde ze met haar familie naar Taiwan. Ze veranderde al jong haar naam in Chen Ping (陳平), wat makkelijker te schrijven was.
Vanaf haar vroegste jeugd hield Sanmao van lezen. Al op jonge leeftijd las ze de grote Chinese en internationale klassieken, maar op school kon ze niet aarden, en met goedvinden van haar ouders ging ze in de tweede klas van de middelbare school van school om zelfstandig verder te leren. In 1964 ging ze studeren aan de Universiteit voor Chinese Cultuur (中國文化大學) in Taipei.
In 1967 of 1963 ging ze op reis, naar Spanje, Duitsland en de VS. In Spanje ontmoette ze haar latere man, José Maria Quero y Ruiz, die toen nog op de middelbare school zat. Ze keerde na een aantal jaren weer terug naar Taiwan, waar ze les ging geven aan de faculteiten voor Duits en filosofie van de Universiteit voor Chinese Cultuur. Ze verloofde zich in Taiwan met een Duitse man, maar in 1970 overleed hij plotseling en ze vertrok nogmaals naar het buitenland. Ze reisde naar Spanje, waar ze José opnieuw ontmoette.
Met José vertrok Sanmao in 1973 naar de Spaanse Sahara (hij reisde vooruit, zij volgde enige maanden later), waar ze in 1974 trouwden. (Andere bronnen noemen 1973, maar dit boek beredeneert overtuigend waarom het 1974 is.) José werkte als duiker voor een fosfaatbedrijf. Sanmao begon in deze periode te schrijven over haar avonturen in de Sahara, verhalen die vanaf 1974 onder het pseudoniem Sanmao verschenen in de United Daily News en later werden gebundeld. Al vanaf het begin waren deze verhalen zeer populair.
Toen de Westelijke Sahara in 1975 onafhankelijk werd van Spanje en vervolgens door Marokko werd ingelijfd, zagen Sanmao en José zich gedwongen het land te verlaten. Ze ging op de Canarische Eilanden wonen, waar Sanmao doorging met het schrijven van reisverhalen.
In 1979 kwam José om bij een duikongeluk bij La Palma. Sanmao keerde terug naar Taiwan, waar ze verder ging met boeken schrijven en ongekend populair was. Ze reisde naar Zuid-Amerika en haar geboortestreek in China, gaf les aan de universiteit en schreef het script voor de film Red Dust.
Op 4 januari 1991 pleegde Sanmao zelfmoord in Taipei.
Sanmao’s eerste bundel reisverhalen, Berichten uit de Sahara, verscheen in 1976. Er volgden nog zo’n twintig boeken met reisverhalen, bespiegelingen en ander werk. Daarnaast schreef Sanmao ook liedteksten en het script voor de film Red Dust (1990).
In de jaren tachtig, toen China zich openstelde, werd Sanmao’s werk ook daar zeer populair. Haar boeken worden in China en Taiwan nog altijd herdrukt. Pas in 2015 werd ze voor het eerst vertaald in Westerse talen: de Spaanse en Catalaanse edities van Berichten uit de Sahara (vertaald door respectievelijk Irene Tor Carroggio en Sara Rovira) zijn gepubliceerd in 2016, de Nederlandse (vertaald door Annelous Stiggelbout) in 2019.
- Bibsys: 2018082
- Biblioteca Nacional de España: XX5531909
- Bibliothèque nationale de France: cb15867115g (data)
- Catàleg d'autoritats de noms i títols de Catalunya: 981058598506406706
- CiNii: DA09817621
- Gemeinsame Normdatei: 120909391
- International Standard Name Identifier: 0000 0000 8117 2605
- Library of Congress Control Number: n80149988
- Nationale Bibliotheek van Letland: 000202473
- MusicBrainz: 67d10e3c-2b8b-4aed-94f2-96b6dfe657d3
- Bibliotheek van het Japanse parlement: 00316310
- Nationale Bibliotheek van Tsjechië: jo20010086915
- Nationale bibliotheek van Australië: 36731056
- Nationale Bibliotheek van Israël: 987007528637205171
- Nederlandse Thesaurus van Auteursnamen: 142929115
- Réseau des bibliothèques de Suisse occidentale: 02-A023901374
- Système universitaire de documentation: 156279207
- Virtual International Authority File: 37759978
- WorldCat: E39PBJgMxTyQrbvQCXHg8mymVC